# 1776

## Събития
- 2 юли – Континенталният конгрес във Филаделфия гласува за обявяване на независимост на Тринадесетте колонии от Великобритания.
- 4 юли – Континенталният конгрес одобрява чрез гласуване Декларацията за независимост на Тринадесетте британски колонии, написана от Томас Джеферсън, с която се създават Съединените американски щати.

## Родени
- 24 януари – Ернст Теодор Амадеус Хофман, германски писател
- 10 март – Луиза фон Мекленбург-Щрелиц, кралица на Прусия
- 19 март – Василий Тропинин, руски художник, портретист
- 27 март – Шарл-Франсоа Брисо дьо Мирбел, френски ботаник
- 11 юни – Джон Констабъл, английски художник
- 14 юли – Пиер Домени, френски офицер
- 9 август – Амадео Авогадро, италиански физик и химик
- 27 декември – Николай Каменски, руски офицер

## Починали
- 25 август – Дейвид Хюм, шотландски философ